# Bobo Ridge
Il Bobo Ridge è una cresta rocciosa isolata antartica, lunga circa 4 km, che si estende in direzione ovest lungo il fianco settentrionale del Ghiacciaio Albanus e definisce l'estremità settentrionale delle Tapley Mountains, catena montuosa che fa parte dei Monti della Regina Maud, in Antartide.
Fu grossolanamente mappato per la prima volta dalla seconda spedizione antartica (1933-35) dell'esploratore polare statunitense Byrd.
La denominazione fu assegnata dall'Advisory Committee on Antarctic Names (US-ACAN) in onore di Robert Bobo, meteorologo che passò l'inverno del 1963 alla Stazione McMurdo.